# 蘇炳憲
蘇炳憲（Sean Su，1965年4月5日—），生於台灣台北，小時候曾留學阿根廷，台灣男演員，雖會三種語言，但多半是以演出台語劇為主。

## 電視劇
| 年分   | 播出頻道      | 劇名                                        | 飾演           |
|        | 台視          | 《天眼》                                    | 蘇炳憲         |
|        | 台視          | 《唐伯虎點秋香》                            | 唐伯虎         |
|        | 中視          | 《大巡按蕃薯官—第九單元：蛤蠣藏水避》       | 黃柏           |
|        | 中視          | 《大巡按蕃薯官—第十一單元：計中計，錯中錯》 | 孫國瑞         |
|        | 中視          | 《大巡按蕃薯官—第十四單元：水蛙教主》       | 石開           |
|        | 中視          | 《大巡按蕃薯官—第三十一單元：奪魂玉》       | 謝財寶         |
|        | 中視          | 《大巡按蕃薯官—第四十九單元：是誰在變鬼》   | 陳志文         |
|        | 中視          | 《大巡按蕃薯官—第五十單元：五月花》         | 郭英俊         |
| 1992年 | 台視          | 《目蓮傳》                                  | 孫華           |
| 1995年 | 公視          | 《人生劇展—阿爸！我揹你去看戲》             | 方文欽         |
| 1995年 | 華視          | 《劉伯溫傳奇—鬼駙馬》                       | 高威           |
| 1996年 | 華視          | 《第一世家》                                | 張啟川         |
| 1997年 | 中視          | 《大姐當家》                                | 朱立新         |
| 1997年 | 中視          | 《阿爸的私房錢》                            | 林信義         |
| 1997年 | 民視          | 《再叫一聲爸爸》                            | 李文川         |
| 1997年 | 華視          | 《台灣靈異事件－生人勿近》                  | 張良慶         |
| 1997年 | 華視          | 《台灣靈異事件－飛越鬼門關》                | 傑克           |
| 1997年 | 華視          | 《台灣靈異事件－天機》                      | 何德生         |
| 1997年 | 華視          | 《伴你一生》                                | 徐金堂（中年） |
| 1998年 | 台視          | 《布袋和尚—吉人天相》                       | 宋捕頭         |
| 1998年 | 民視          | 《八仙傳奇》—漢鍾離                         | 張天瑞         |
| 1998年 | 台視          | 《阿霞開店》                                | 林文生         |
| 1998年 | 民視          | 《台灣作家劇場 - 春成的賠命錢》             | 蔡福明         |
| 1998年 | 民視          | 《真命天子》— 朱元璋                        | 陳友諒         |
| 1998年 | 民視          | 《真命天子》— 趙匡胤                        | 金泰           |
| 1999年 | 台視          | 《台灣廖添丁》                              | 李少春         |
| 1999年 | 民視          | 《白賊七》— 閹雞趁鳳飛                      | 趙大鵬         |
| 1999年 | 民視          | 《狀元親家》                                | 吳俊男         |
| 1999年 | 中視          | 《達摩》                                    | 周慧可         |
| 2000年 | 中視          | 《封神榜》                                  | 紂王           |
| 2000年 | 中視          | 《親親，你是我的寶貝》                      | 吳中和         |
| 2000年 | 民視          | 《大腳阿媽》                                | 劉添祿         |
| 2000年 | 民視          | 《親戚不計較》(EP165登場)                   | 蘇建興         |
| 2000年 | 台視          | 《神仙動員令—米粉大俠》                     | 沈公子         |
| 2000年 | 三立台灣台    | 《阿扁與阿珍》                              | 江明陽         |
| 2000年 | 三立台灣台    | 《伴阮過一生》                              | 林懷德         |
| 2000年 | 三立台灣台    | 《九指新娘》                                | 彭國義         |
| 2001年 | 台視          | 《流氓教授》                                | 阿勇           |
| 2001年 | 台視          | 《台灣曼波—金水嬸》                         | 劉慶           |
| 2001年 | 三立台灣台    | 《台灣阿誠》                                | 郭錦昌         |
| 2002年 | 三立台灣台    | 《台灣霹靂火》                              | 王永昌         |
| 2002年 | 三立台灣台    | 《鳥來伯與十三姨》                          | 楊世華         |
| 2003年 | 台視          | 《美夢成真》                                | 江孝文         |
| 2003年 | 台視          | 《再見阿郎》                                | 阿強           |
| 2004年 | 台視          | 《兄弟姊妹》                                | 李正昌         |
| 2004年 | 三立台灣台    | 《台灣龍捲風》                              | 劉天才         |
| 2004年 | 大愛電視台    | 《擺渡》                                    | 梁禾農         |
| 2005年 | 華視          | 《舊情綿綿 (電視劇)》                       | 盧漢良         |
| 2005年 | 三立台灣台    | 《金色摩天輪》                              | 朱榮祺         |
| 2006年 | 台視          | 《神機妙算劉伯溫—第二單元：情天恨海》       | 曹令           |
| 2006年 | 大愛電視台    | 《生命圓舞曲》                              | 林徽堂         |
| 2007年 | 民視          | 《濟公》                                    | 楊戩           |
| 2007年 | 大愛電視台    | 《生命的陽光》                              | 林榮宗         |
| 2007年 | 大愛電視台    | 《撿稻穗系列-呼叫223》                      | 張峻彬         |
| 2007年 | 三立台灣台    | 《我一定要成功》                            | 郭三義         |
| 2008年 | 大愛電視台    | 《撿稻穗系列-黃金線》                       | 李俊德         |
| 2008年 | 台視          | 《天上聖母媽祖》                            | 趙元凱         |
| 2008年 | 廈門衛視      | 《一定愛幸福》                              | 阿賢           |
| 2008年 | 山東電視      | 《窮爸爸富爸爸》                            | 毛冠軍         |
| 2009年 | 公視          | 《你是我的唯一》                            | 王慕義         |
| 2009年 | 大愛電視台    | 《愛的足跡》                                | 莊父           |
| 2009年 | 大愛電視台    | 《芳草碧連天》                              | 魏宏安         |
| 2009年 | 三立台灣台    | 《天下父母心》                              | 劉俊賢         |
| 2010年 | 公視          | 《那年，雨不停國》                          | 老艾           |
| 2010年 | 大愛電視台    | 《路邊董事長》                              | 蘇老闆         |
| 2011年 | 大愛電視台    | 《我愛美金》                                | 家長           |
| 2011年 | 台視          | 《獅子的女兒》                              | 林一宏         |
| 2011年 | 大愛電視台    | 《美味人生》                                | 陳培植         |
| 2011年 | 大愛電視台    | 《回家的路》                                | 林朝富         |
| 2011年 | 大愛電視台    | 《畫人生》                                  | 三叔           |
| 2011年 | 三立台灣台    | 《牽手》                                    | 陳金虎/陳宗憲  |
| 2012年 | 大愛電視台    | 《心和萬事興》                              | 大舅           |
| 2012年 | 三立台灣台    | 《阿爸的願望》                              | 何大耀         |
| 2012年 | 公視          | 《城市風裡的光》                            | 葉遠達         |
| 2012年 | 大愛電視台    | 《大英家之味》                              | 王大英         |
| 2012年 | 大愛電視台    | 《雨露》                                    | 劉銘達         |
| 2013年 | 大愛電視台    | 《心開運轉》                                | 阿草           |
| 2013年 | 三立台灣台    | 《天下女人心》                              | 趙猛           |
| 2014年 | 大愛電視台    | 《紅塵驛站》                                | 李志鴻         |
| 2014年 | 大愛電視台    | 《春暖向陽天》                              | 蔡通寶         |
| 2014年 | 大愛電視台    | 《果嶺上的九降風》                          | 何耀和         |
| 2014年 | 大愛電視台    | 《情牽巧藝坊》                              | 秀妹父         |
| 2014年 | 大愛電視台    | 《河畔卿卿》                                | 李宗卓         |
| 2015年 | 大愛電視台    | 《最美的雲彩》                              | 阿不拉         |
| 2015年 | 大愛電視台    | 《幸福在我家》                              | 葉坤林         |
| 2015年 | 大愛電視台    | 《吉姊當家》                                | 黃松達         |
| 2015年 | 大愛電視台    | 《萬里桂花香》                              | 萬雲華         |
| 2015年 | 大愛電視台    | 《如果還有明天》                            | 江爸爸         |
| 2015年 | 大愛電視台    | 《畫渡人》                                  | 張鈞翔         |
| 2016年 | 大愛電視台    | 《蘇足》                                    | 鄭醫師         |
| 2016年 | 大愛電視台    | 《幸福之約》                                | 周建邦         |
| 2016年 | 大愛電視台    | 《 歸·娘家》                                | 吳建治         |
| 2016年 | 華視          | 《海海人生》                                | 張富貴         |
| 2016年 | 三立台灣台    | 《甘味人生》                                | 高毅           |
| 2017年 | 大愛電視台    | 《竹南往事》                                | 蘇老闆         |
| 2017年 | 台視          | 《牡丹花開》                                | 楊銘輝         |
| 2017年 | 華視          | 《春風愛河邊》                              | 丁再添         |
| 2018年 | 廈門衛視      | 《幸福的脚步》                              | 趙正寬         |
| 2018年 | 三立台灣台    | 《戲說台灣—曹公鬥龍母》                     | 劉福記         |
| 2018年 | 公視          | 《生死接線員》                              | 李春旺         |
| 2018年 | 大愛電視台    | 《程哥懺悔路》                              | 黃科文         |
| 2018年 | 大愛電視台    | 《愛的路上我和你》                          | 郭父           |
| 2018年 | 大愛電視台    | 《與愛同行》                                | 鄭清發         |
| 2020年 | 大愛電視台    | 《歲歲年年》                                | 陳登月         |
| 2020年 | 大愛電視台    | 《伊如陽光》                                | 方德昭         |
| 2020年 | 三立台灣台    | 《戲說台灣—旱溪媽破三劫》                   | 柯東海         |
| 2020年 | 大愛電視台    | 《迎風而立》                                | 關師兄         |
| 2021年 | 大愛電視台    | 《阿良的歸白人生》                          | 胡大哥         |
| 2021年 | 民視          | 《黃金歲月》                                | 劉金發         |
| 2021年 | 大愛電視台    | 《阿芬的幸福修練》                          | 洪政宏         |
| 2022年 | 中視、MyVideo | 《洞裡的月亮》                              | 李名揚         |
| 2022年 | 大愛電視台    | 《你好，我是誰？》                          | 黃明昌         |
| 2023年 | 公視、youtube | 《國際橋牌社外傳：和平歸來》                | 葉柏川         |
| 2023年 | 民視          | 《愛的榮耀》                                | 何吉祥         |
| 2025年 | 東森戲劇台    | 《惡靈世界》                                | 副處長         |
| 2025年 | 大愛電視台    | 《臥龍好歲月》                              |                |

## 電影
- 超級大國民
- 台北異想
- 大崎下飾演 阿水
- 2019年 《祭旗》飾演 王錦文
- 2021年 《金不厭詐》飾演 王錦文

### 歌曲（MV）演出
| 歌曲         | 收錄                             | 備註                                                                                   |
| ------------ | -------------------------------- | -------------------------------------------------------------------------------------- |
| 《放我去飛》 | 收錄於黃乙玲之《人生的歌》專輯中 | 飾演一個有婦之夫卻愛上酒家女的「外遇」故事。MV影片中他與女主角葉家妤有相擁入浴的場景。 |

## 獎項紀錄
| 年份   | 獲提名                | 獎項                           | 結果 |
| ------ | --------------------- | ------------------------------ | ---- |
| 2007年 | 大愛劇場－《呼叫223》 | 第42屆金鐘獎迷你劇集最佳男主角 | 提名 |

## 外部連結
- 蘇炳憲在豆瓣上的资料（简体中文）
- 蘇炳憲在互联网电影资料库（IMDb）上的資料（英文）